# Руський правотар домовий
Руський правотар домовий — перший популярний юридичний довідник для населення, що був написаний “чистою народною мовою”. Уложили Василь Лукич і Юліан Семигинівський. Виданий у 1885 у Львові коштом Василя Лукича. Обсяг — 432 сторінки. 
Укладачі у відозві про передплату зазначали, що завданням цього видання було 
| … уможливити кожному обходитись без адвоката, радити собі самому в всіх справах правних, а особливо ж вносити подання і всякі просьби чи освідчення до властей судових українською мовою і на тій підставі придбати нашій мові приналежне їй становище. |
У відозві також зазначалося, що початок друку цього видання залежить від того, чи зголосяться 250 передплатників.  
Довідник побачив світ з присвятою: 
| Світлому товариству “Просвіта” в признанню превеликих заслуг, положених для розвою |
На початку довідник містив текст: 
| Рускій правотар домовий або кожному приступне поясненє, в який спосіб кожний при грамотах правних всякого рода сам заступатись і потрібні письма як поданя, просьби і т.і. і т.і. без помочи адвоката з повною силою правною споряджати може. Том перший: Закон цивільний враз з дотичними доповненями, поясненями – і більше як 200 ріжнородними взірцями та прикладами / Уложили Василь Лукич і Юліан Семигинівський. Перше виданє. Коштом Василя Лукича. – Львів: З друкарні Товариства імені Шевченка, під зарядом К. Беднарского, 1885. |